# NGC 2310
NGC 2310 é uma galáxia lenticular (S0) localizada na direcção da constelação de Puppis. Possui uma declinação de -40° 51' 49" e uma ascensão recta de 6 horas, 53 minutos e 53,8 segundos.
A galáxia NGC 2310 foi descoberta em 2 de Janeiro de 1835 por John Herschel.